# NGC 5495
NGC 5495 (również PGC 50729) – galaktyka spiralna z poprzeczką (SBc), znajdująca się w gwiazdozbiorze Hydry. Odkrył ją John Herschel 13 maja 1834 roku. Należy do galaktyk Seyferta typu 2.